# Die böse Frau
Die böse Frau, auch Von dem übeln wîbe oder Daz buoch von dem übeln wîbe, ist eine Mitte des 13. Jahrhunderts entstandene mittelalterliche schwankhafte Versdichtung eines unbekannten Verfassers.

## Inhalt
Ein männlicher Ich-Erzähler berichtet in dem Werk über seine zänkische, ihn prügelnde Ehefrau. Laut Gero von Wilperts Lexikon der Weltliteratur steigere sich die „Komik des naturalistischen Inhalts“ der „übermütig-grotesken“ Erzählung noch durch den „höfischen Ton der Sprache“.
Die Dichtung besteht aus 820 Versen.

## Ausgaben
Die böse Frau wurde 1919 zusammen mit Der Weinschwelg als Zwei altdeutsche Schwänke von Edward Schröder einem breiteren Publikum zugänglich gemacht. 1955 und 1968 folgten weitere Veröffentlichungen der Schwankdichtung unter dem Titel Daz buoch von dem übeln wîbe.